# Unió Popular de Guinea Equatorial
La Unió Popular de Guinea Equatorial és un partit polític de Guinea Equatorial. Fins al el 2011 va estar liderat per Daniel Martinez Ayecaba. fins que fou expulsat del partit i substituït per Alfredo Mitogo Mitogo Ara Actualment és un dels molts partits partits de l'oposició al país que ha estat prohibit pel Partit Democràtic de Guinea Equatorial, en el poder des de 1979.
Tot i estar il·legalitzat, el candidat d'UPGE, Archivaldo Montelo Biribé va obtenir el 0,34% dels vots a les eleccions presidencials de Guinea Equatorial de 2009.